# Belle Epoque (Film)
Belle Epoque ist ein spanischer Spielfilm aus dem Jahr 1992. Regie bei der mehrfach preisgekrönten Komödie führte Fernando Trueba.

## Handlung
Der Film spielt in Spanien Anfang 1931, kurz vor Ausrufung der Zweiten Spanischen Republik. Der junge Soldat Fernando desertierte aus der spanischen Armee und irrt durchs Land. In einem Dorf kommt er bei dem einsamen Maler Don Manolo unter. Dessen Ehefrau ist Opernsängerin und auf Auslandstournee. Fernando kommt eine Weile bei ihm unter und bekocht ihn. Don Manolo gesteht ihm, dass er in seinem Leben niemals rebelliert habe, weder gegen die Armee, noch gegen die Kirche noch gegen die Institution der Ehe. Er bedaure dieses, da er eigentlich ein Rebell sei. Am Tag von Fernandos geplanter Abreise reisen Manolos vier Töchter mit dem Zug aus Madrid an. Als Fernando die vier hübschen Töchter Clara, Violeta, Rocío und Luz aussteigen sieht, entschließt er sich zu bleiben.
Die vier jungen Frauen stürzen den jungen Mann in diverse Gefühlsverwicklungen. Zunächst verführt ihn auf einem Karnevalsfest Violeta. Sie benutzt Fernandos Uniform als Karnevalskostüm, während die vier Frauen Fernando als Dienstmädchen hergerichtet haben. Violeta dreht das klassische Rollenbild um und dominiert Fernando, der sich in sie verliebt. Er muss aber am nächsten Tag, als er Don Manolo seine Liebe zu dessen Tochter gesteht, erfahren, dass diese lesbisch sei und ihn niemals heiraten werde. Die zweitjüngste Tochter Rocío hat dagegen mit dem jungen Juanito aus reichem Hause angebandelt. Der künftige Ehemann steht jedoch unter der Fuchtel seiner erzkatholischen Mutter und zeigt sich hin- und hergerissen zwischen seiner Mutter und Rocío. Fernando wird Zeuge eines dieser Konflikte und tröstet Rocío, die ihn daraufhin verführt. Wieder verliebt sich Fernando, muss aber erkennen, dass Rocío Juanito nicht aufgeben wird und diesen dennoch heiraten will. Die älteste Tochter Clara ist seit einem Jahr Witwe. Ihr Ehemann war im Fluss des Ortes bei einem Picknick ertrunken. Clara verzehrt sich nach körperlicher Liebe. Als sie mit Fernando am Fluss spazieren geht, lässt sie sich von ihm verführen.
All diese erotischen Verwicklungen entgehen nicht der jungen Luz, die sich auch in Fernando verliebt hat. Nach den Eskapaden der letzten Wochen gesteht Fernando Luz schließlich seine Liebe, die bereits am Bahnhof begonnen habe, und es folgt die Heirat der beiden. Die drei anderen Töchter verabschieden sich wieder in die Großstadt. Die zurückgekehrte Mutter der vier Töchter nimmt das junge Ehepaar mit auf eine weitere Konzertreise in die USA, während Don Manolo wieder allein zurückbleibt.

## Rezeption
Der Film erlebte seine Premiere im Dezember 1992 in Spanien und wurde zum größten Erfolg des Jahres 1993. Der jungen Penélope Cruz brachte der Film den internationalen Durchbruch. In Deutschland erlebte der Film seine Premiere im Februar 1993 im Wettbewerb der Berlinale und kam im Dezember 1993 in die Kinos. Der US-amerikanische Aggregator Rotten Tomatoes erfasst 95 % wohlwollende Kritiken.

„Eine beschwingte erotische Komödie, deren Dialoge scharfzüngig utopische Entwürfe, soziale Kritik, politische Hoffnungen und erotische Entdeckungen formulieren. Von Kameraarbeit, Dekor und Kostümen her ein Genuß, der sich in der Schauspielerführung fortsetzt.“

In Spanien erhielt der Film 1993 neun Goya-Preise, darunter in den Kategorien bester Film, bester Regisseur und drei Schauspielerpreise. 1994 erhielt der Film den Oscar in der Kategorie Bester fremdsprachiger Film, 1995 den BAFTA Award in der Kategorie bester ausländischer Film. Er nahm außerdem am Wettbewerb der Berlinale 1993 teil, ging bei der Preisvergabe jedoch leer aus.